# Castello di Volpaia

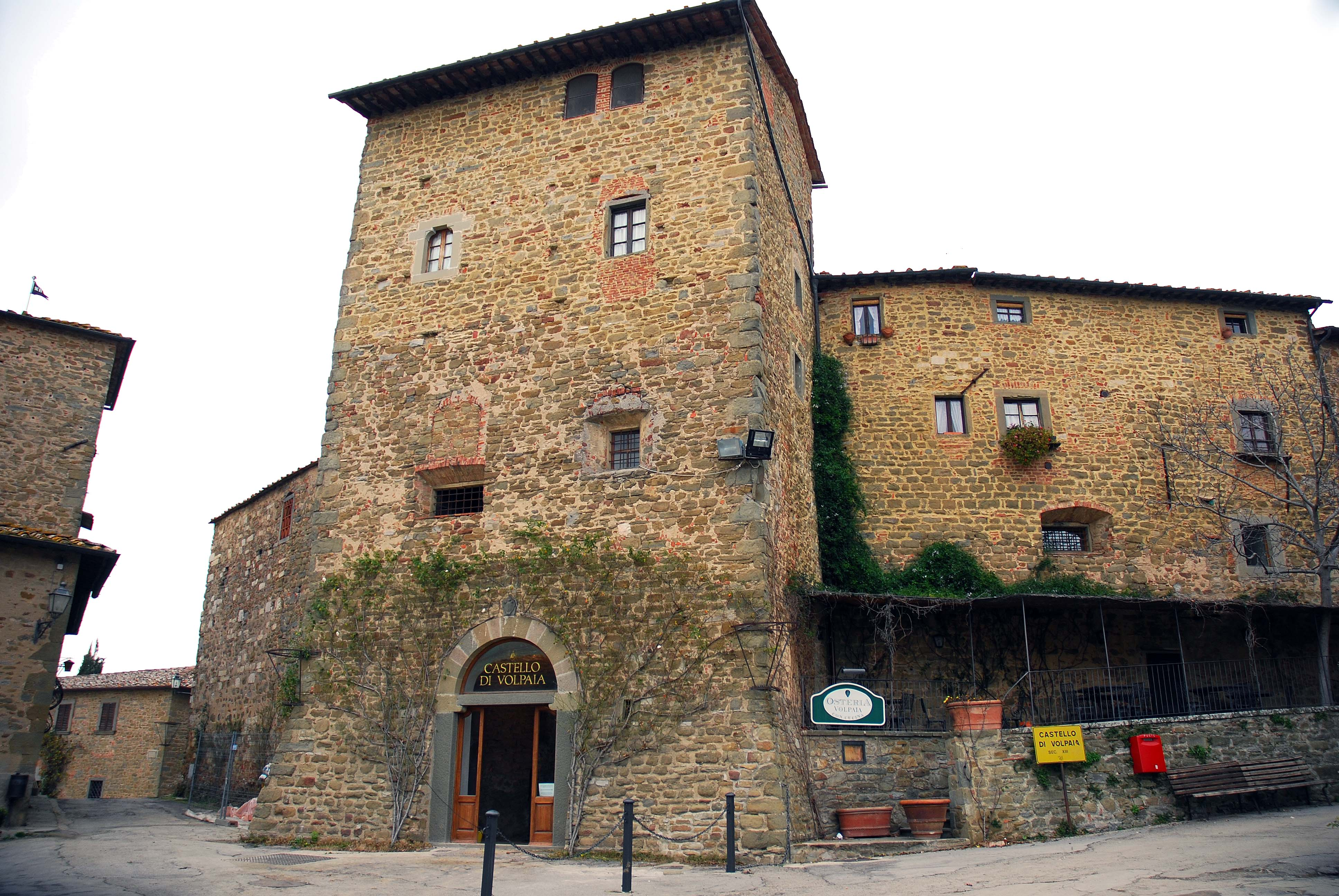
Castello di Volpaia

Das Castello di Volpaia ist eine Befestigung aus dem frühen Mittelalter bei Radda in Chianti in der Provinz Siena in der italienischen Region Toskana. Heute befindet sich im Castello di Volpaia ein Weingut mit Übernachtungsmöglichkeiten. Neben den Weinbergen gehört auch ein Olivenhain mit Ölmühle zum Castello di Volpaia.

## Geschichte

### Der Ursprung
Der erste schriftliche Beleg wurde am 21. April 1172 in Cintoia ausgestellt: er bescheinigt, dass die Brüder Franculus und Galfredus aus Cintoia von Spinello da Montegrossoli mit Zustimmung des Vaters sowie von „Liquiritia, uxor Franculi“, der „Gattin des Franculus“, eine Anleihe von 28 Silberpfunden aufnahmen und dabei ihre Besitztümer, das Gut und das Schloss von Volpaia, als Hypothek einsetzten. Diese Unterlagen wurden von L. Pagliai innerhalb des Sammelwerks Regesta Chartarum Italiae (S. 217) veröffentlicht. 
Das Schloss liegt auf einem der Hügelrücken, die von Badia di Montemuro in Richtung Radda in Chianti laufen. Dieser Rücken bildet die Wasserscheide zweier kleiner Täler, deren Bäche in die Pesa fließen. 
Für Volpaia war die strategische Lage besonders wichtig, weil es sich im Grenzland zwischen Florenz und Siena befand. Politisch gesehen gehörte diese befestigte Ortschaft zusammen mit dem nahegelegenen Pfarrbezirk Santa Maria Novella bereits seit dem 11. Jahrhundert unter die „Judicaria Florentina“. Mit Sicherheit aber zählte die Ortschaft erst seit der zweiten Hälfte des 12. Jahrhunderts zu dem von Florenz abhängigen Gebiet. Damals wurden erstmals die Grenzen zwischen der Republik Siena und der Republik Florenz festgelegt. Als die Republik Florenz im Jahr 1250 ihr Gebiet ordnete und in selbständige Jurisdiktionen, „Leghe“ genannt, aufteilte, wurde Volpaia der „Lega del Chianti“ und dem „Terzo di Radda“ zugeteilt.
Auch die kirchliche Einteilung des Gebiets und die Straßenverbindungen standen mit dieser Anordnung in Zusammenhang. Volpaia gehörte zum Bistum von Fiesole, und seine Kirche, die dem Märtyrer Sankt Laurentius geweiht ist, war dem Pfarrbezirk von Santa Maria Novella angegliedert. Von diesem Ort aus, einem wichtigen Verkehrsknotenpunkt im Gebiet des Chianti, bildete eine Straße, die über Volpaia führte, die Verbindung zwischen dem oberen Tal der Pesa und dem oberen Arnotal. Dies war auch der Grund, dass im 15. Jahrhundert in Volpaia ein Rasthaus für Pilger gebaut wurde. Die Straße reichte bis zur Talsohle der Pesa, wo noch heute einige Teile von ihr zu sehen sind. Sie streifte auch den Ort Albola, der gleichfalls zum Pfarrbezirk Santa Maria Novella gehörte und von wo aus man leicht die Bergkämme erreichen konnte, die das Chianti-Gebiet von dem oberen Valdarno trennen.

### Die Schlachten des 15. Jahrhunderts

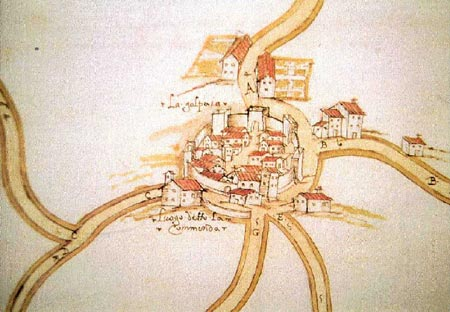
Alte Karte von Volpaia

Volpaia, an einem neuralgischen Punkt des Chianti-Gebiets gelegen, bekam mehrmals die jahrhundertelangen Streitigkeiten zwischen den Republiken Siena und Florenz zu spüren. Die beiden Staaten, deren Grenzen in diesem Gebiet verliefen, wachten eifersüchtig übereinander, und fortwährend kam es zu militärischen Zusammenstößen. Die schlimmsten Spuren hinterließen die Streifzüge des Söldnerführers Alberico da Barbiano anlässlich des Krieges zwischen Florenz und den Visconti aus Mailand. Ebenso verheerend waren die beiden Einfälle der Aragonesen in den Jahren 1452 und 1478. Bei verschiedenen Gelegenheiten nahm das Castello di Volpaia an der Verteidigung der Stellungen der Republik Florenz im Terzo von Radda teil. 
Besonders während des zweiten Einfalls der Aragonesen zeigte die Ortschaft ihre besondere Ergebenheit Florenz gegenüber. Am 24. Dezember 1477 schlossen sich die Republik Siena und der König von Sizilien, Ferdinand von Aragón, gegen Florenz zusammen. Im darauffolgenden Jahr erhielt dieses militärische Bündnis sogar den päpstlichen Segen, weil ihm auch Papst Sixtus IV. beitrat; er war über die Medici empört, weil diese seinen Neffen, den Kardinal von San Giorgio, verdächtigten, in die Pazzi-Verschwörung verwickelt zu sein. Im Juli 1478 griff das Heer der verbündeten Seneser und Aragonesen den Florentinischen Staat im Tal der Staggia an, belagerte das Castello di Rencine und eroberte es bald. Im August desselben Jahres bemächtigten sich die Verbündeten der bedeutendsten kleinen Festungen im Chianti-Gebiet, darunter des Castello di Volpaia. Da nun der dritte und der sechste Artikel dieses Militärbündnisses vorsahen, dass alle eroberten Gebiete und Festungen in einem Umkreis von 15 Meilen um Siena dieser Stadt zustehen, gehörte nun Volpaia anscheinend endgültig zu den Feinden von Florenz. Aber der Monat August war noch nicht zu Ende, als Volpaia sich gegen die Senesen, die hier eingedrungen waren, auflehnte. Sie vertrieben nicht nur die Besatzung, die zur Sicherung hinterlassen worden war, sondern nahmen auch den Kommissar Cipriano aus Siena gefangen, der anschließend nach Florenz gebracht wurde.
Als dieser Aufstand bekannt wurde, kam das Heer der Verbündeten mit Federigo, dem Sohn des Königs von Neapel, an der Spitze zurück. Am 2. September brachen sie den Widerstand der Verteidiger und eroberten aufs Neue das Castello di Volpaia. Aber auch das sollte nicht von Dauer sein: Am 7. Oktober wurden die Festung sowie der größte Teil der Schlösser im Chianti-Gebiet von den Florentinern zurückerobert. Schließlich verschob sich der Krieg in Gebiete außerhalb des Chianti. 1479 wurde in Rom ein Waffenstillstand ausgehandelt, und im März 1480 kam es zum endgültigen Friedensschluss.

## Aufbau der Anlage
Trotz zahlreicher Ergänzungen und Zerstörungen zeigt das Castello die Volpaia noch heute den Charakter einer florentinischen Festung im Chianti-Gebiet.
Die Festung bestand aus einem Mauerring von annähernd elliptischer Form – darin einige Türme zur Verteidigung. Der größte von diesen, seitlich des Tores gelegen und mit rechteckigem Grundriss, diente als Hauptturm. Außer einigen Teilen des Mauerrings sind heute noch der Hauptturm und einer der kleineren Türme erhalten geblieben. Ein runder kleiner Turm an der Nordseite muss dagegen zu späterer Zeit hinzugefügt worden sein, da seine Mauer Steine aufweist, die anders und feiner behauen sind als die der älteren, gröber zusammengesetzten Teile des Schlosses. Wahrscheinlich wurde dieser runde Turm nach den Zerstörungen durch die Aragonesen im Jahr 1478 errichtet, denn in der zweiten Hälfte des 15. Jahrhunderts wurden oft runde Türme gebaut, die den Angriffen besser standhielten.
Eine Straße teilte das Innere der Befestigung der Länge nach in zwei Hälften. Am Anfang dieser Straße, am Mauerring, musste sich seinerzeit ein Tor befunden haben: der Eingang zur Festung. Heute ist dieses Tor durch die baulichen Veränderungen der gesamten Südwestseite der Mauer verschwunden. In den Zeichnungen des Registers der Vorrechte aus dem 18. Jahrhundert ist es aber noch zu sehen. In den heutigen Wohnbauten haben sich auch bedeutende Reste mittelalterlicher Architektur erhalten.
Innerhalb des Mauerringes befand sich auch die alte Kirche von Volpaia, noch erkennbar an dem „runden Auge“ an der Fassade, das heute allerdings zugemauert ist, und an der Spitzbogenleiste über dem ganz einfachen Portal. Die Kirche hat einen fast rechteckigen Grundriss, ein einziges Schiff und trägt einen einfachen, von innen sichtbaren Dachstuhl. Dieser sehr einfache Bau könnte aus dem 14. Jahrhundert stammen, aber es ist auch möglich, dass er in der zweiten Hälfte des 15. Jahrhunderts nach den Streifzügen der Aragonesen errichtet wurde, und zwar über den Resten einer kleinen früheren Kirche. Die rechte Seite, die mit einem Teil des Mauerringes zusammenfällt, ist nicht mit Sandstein verkleidet wie die ältesten Teile des Schlosses, sondern zeigt einen unregelmäßigen Mauerschmuck, bei dem sich fein bearbeitete Vorsprünge aus Kalkstein, vielleicht Spolien der früheren Kirche, mit Fragmenten aus Sandstein abwechseln. Die Kirche, der einer der übriggebliebenen Türme des Schlosses als Kirchturm diente, wurde im 18. Jahrhundert säkularisiert, als die neue Kirche von Volpaia errichtet wurde.
Architektonisch bedeutsame Teile oder schmückende Skulpturen fehlen dem Castello di Volpaia völlig, so dass eine genaue Datierung der Reste des Schlosses unmöglich ist. Trotzdem kann man behaupten, dass die ältesten Mauerwerke, die durch eine gleichmäßige Verkleidung gekennzeichnet sind, auf die erste Hälfte des 13. Jahrhunderts zurückgehen. Das Baumaterial wurde einigen nahegelegenen Sandsteinbrüchen entnommen. Der Sandstein gibt dem Schloss ein etwas düsteres Aussehen – ungewohnt für das Chianti-Gebiet, in dem auch bei den Festungen die Helle des Kalksteins überwiegt.
Veränderungen fanden auch in der architektonischen Struktur des Schlosses statt. Im 16. Jahrhundert erlebte Siena einen Niedergang seiner Macht, und im Jahre 1555 fiel die Republik. Für das Chianti-Gebiet begann eine lange friedliche Zeit, in deren Verlauf das Castello di Volpaia nach und nach sein wehrhaftes Aussehen verlor, da nun die frühere Aufgabe der Verteidigung hinfällig geworden war. Einige Portale aus der Spätrenaissance, die zu Wohnungen innerhalb des Schlosses führen, zeugen von diesem Wechsel. In jener Zeit verschwanden auch größere Mauerteile, und Wohnhäuser wurden neu gebaut.
In der Nähe des Schlosses wurden besonders im Zuge der Gegenreformation Oratorien und kleine Kirchen errichtet. Zwei dieser unbedeutenden Bauten aus dem 17. Jahrhundert sind heute noch zu sehen: die Kapelle Ceppeto, ganz einfach und ohne künstlerische Ansprüche, und die Kapelle der Madonna del Fossato, eine kleine Kirche mit rechteckigem Grundriss. Vor ihr steht ein Portikus mit Pfeilern aus grauem Stein, zu dem man über eine kurze steile Treppe gelangt. Im Inneren ist ein Fresko aus der zweiten Hälfte des 15. Jahrhunderts zu besichtigen, das eine Madonna mit Kind darstellt. Es befand sich ehemals in einem Tabernakel der Kapelle.

## Die Turmkirche

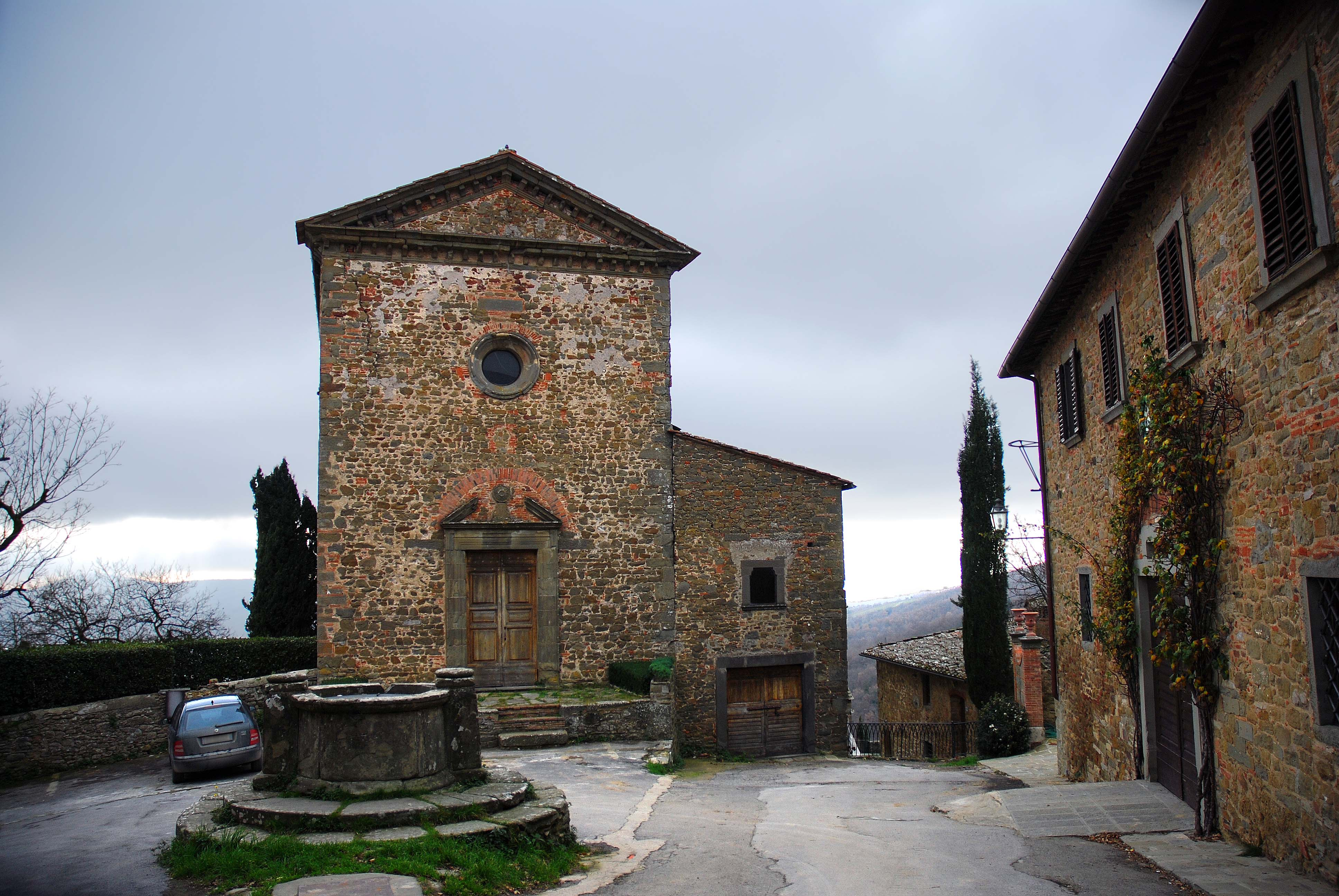
La Commenda

Die Turmkirche von Volpaia ist dem Heiligen Eufrosino, dem Apostel des Chianti-Gebiets geweiht. Sie wird allgemein La Commenda (die Kommende), genannt, weil sie zu Beginn an die Kommende oder das Lehen verschiedener Grundstücke gebunden war: im Jahr 1443 hatte Ser Piero della Volpaia damit den Johanniter Fra Bartolomeo Canigiani belehnt.
Die Anlage und der Bau der Kirche stammen aus dem 15. Jahrhundert und weisen in der Architektur auf Michelozzo Michelozzi hin. Die Ausführung erinnert aber mehr an den Stil von Giuliano da Maiano. Das Bauwerk – errichtet zwischen 1443 und 1460 – ist aber auf jeden Fall so wichtig, dass es zu seiner Beschreibung einer eigenen Monographie bedarf. In seinem Innern wurde bis zur Säkularisierung zum Jahr 1932 eines der wichtigsten Werke (1480) von Cosimo Rosselli aufbewahrt: eine große Altartafel mit einem architektonisch ausgeführten, geschnitzten und bemalten Rahmen, die sich heute im Centro Nazionale di Studi sul Rinascimento (Nationales Zentrum für Renaissancestudien) befindet.